# Sliepkovce
Sliepkovce es un municipio del distrito de Michalovce en la región de Košice, Eslovaquia, con una población estimada a final del año 2024 de 771 habitantes.
Se encuentra ubicado al noreste de la región, en la cuenca hidrográfica del río Bodrog (afluente derecho del Tisza) y cerca de la frontera con la región de Prešov, Ucrania y Hungría.

## Demografía
| Año        | 1994 | 2004    | 2014    | 2024    |
| ---------- | ---- | ------- | ------- | ------- |
| Población  | 710  | 704     | 753     | 771     |
| Diferencia |      | −0,84 % | +6,96 % | +2,39 % |

| Año        | 2023 | 2024    |
| ---------- | ---- | ------- |
| Población  | 777  | 771     |
| Diferencia |      | −0,77 % |